# Paul Bitok
Paul Ezekiel Bitok (Kilibwoni, 26 giugno 1970) è un ex mezzofondista keniota, vincitore di due medaglie d'argento nei 5000 metri piani ai Giochi olimpici di Barcellona 1992 e di Atlanta 1996.
È sposato con Pauline Konga, la prima atleta del Kenya ad aver vinto una medaglia olimpica nel 1996.

## Progressione

### 3000 metri piani
| Stagione | Tempo   | Luogo             | Data      | Rank. Mond. |
| -------- | ------- | ----------------- | --------- | ----------- |
| 2005     | 7'39"66 | Villeneuve-d'Ascq | 12-6-2005 | 23º         |
| 2004     | 7'39"96 | Saragozza         | 8-6-2004  | 15º         |
| 2003     | 7'40"49 | Siviglia          | 7-6-2003  | 12º         |
| 2002     | 7'35"94 | Monaco            | 19-7-2002 | 6º          |
| 2001     | 7'31"00 | Bruxelles         | 24-8-2001 |             |
| 2000     | 7'35"20 | Monaco            | 18-8-2000 | 10º         |
| 1999     | 7'34"70 | Parigi            | 21-7-1999 | 15º         |
| 1998     | 7'42"27 | Doha              | 7-5-1998  |             |
| 1997     | 7'30"23 | Monaco            | 16-8-1997 |             |
| 1996     | 7'28"41 | Monaco            | 10-8-1996 |             |
| 1995     | 7'34"50 | Oslo              | 21-7-1995 |             |
| 1994     | 7'34"36 | Nizza             | 18-7-1996 |             |
| 1993     | 7'34"98 | Colonia           | 1-8-1993  |             |
| 1992     | 7'33"28 | Colonia           | 16-8-1992 |             |

### 5000 metri piani
| Stagione | Tempo    | Luogo         | Data      | Rank. Mond. |
| -------- | -------- | ------------- | --------- | ----------- |
| 2004     | 13'12"78 | San Sebastián | 3-7-2004  | 41º         |
| 2003     | 13'14"03 | Lilla         | 15-6-2003 | 29º         |
| 2002     | 12'58"94 | Oslo          | 28-6-2002 | 6º          |
| 2001     | 13'00"10 | Oslo          | 13-7-2001 |             |
| 2000     | 13'04"15 | Oslo          | 28-7-2000 | 20º         |
| 1999     | 13'31"01 | Zurigo        | 11-8-1999 |             |
| 1998     | 13'14"26 | Saint-Denis   | 4-6-1998  |             |
| 1997     | 13'04"74 | Stoccolma     | 7-7-1997  |             |
| 1996     | 13'04"48 | Saint-Denis   | 3-6-1996  |             |
| 1995     | 13'16"39 | Zurigo        | 16-8-1995 |             |
| 1994     | 13'07"30 | Londra        | 15-7-1994 |             |
| 1993     | 13'08"68 | Oslo          | 10-7-1993 |             |
| 1992     | 13'08"89 | Oslo          | 4-7-1992  |             |

## Palmarès
| Anno | Manifestazione      | Sede       | Evento       | Risultato | Prestazione | Note                          |
| ---- | ------------------- | ---------- | ------------ | --------- | ----------- | ----------------------------- |
| 1988 | Mondiali juniores   | Sudbury    | 5000 m piani | 9º        | 14'25"24    |                               |
| 1992 | Giochi olimpici     | Barcellona | 5000 m piani | Argento   | 13'12"71    |                               |
| 1993 | Mondiali            | Stoccarda  | 5000 m piani | 8º        | 13'23"41    |                               |
| 1996 | Giochi olimpici     | Atlanta    | 5000 m piani | Argento   | 13'08"16    |                               |
| 1997 | Mondiali indoor     | Parigi     | 3000 m piani | Argento   | 7'38"84     | Miglior prestazione personale |
| 1997 | Mondiali            | Atene      | 5000 m piani | 13º       | 1'30"25     |                               |
| 1999 | Mondiali indoor     | Maebashi   | 3000 m piani | Argento   | 7'53"79     |                               |
| 2001 | Mondiali indoor     | Lisbona    | 3000 m piani | 10º       | 7'54"16     |                               |
| 2002 | Campionati africani | Tunisi     | 5000 m piani | Oro       | 13'31"95    |                               |

## Altre competizioni internazionali
1992
- Argento alla Grand Prix Final ( Torino), 5000 m piani - 13'45"90
- Oro alla San Silvestro Vallecana ( Madrid), 9 km - 25'12"
- 13º al Nairobi International Crosscountry ( Nairobi) - 29'58"

1993
- Bronzo alla San Silvestro Vallecana ( Madrid), 9 km - 25'31"

1994
- 9º alla Carlsbad 5000 ( Carlsbad), 5 km - 13'41"

1995
- 6º alla Grand Prix Final ( Monaco), 3000 m piani - 7'37"01
- Bronzo al Cross du Provencal ( Marsiglia) - 32'15"

1997
- 9º alla Grand Prix Final ( Fukuoka), 5000 m piani - 14'23"35

1999
- Argento alla Grand Prix Final ( Monaco di Baviera), 3000 m piani - 7'36"60

2001
- Oro alla Grand Prix Final ( Melbourne), 3000 m piani - 7'53"85

2002
- Argento alla Grand Prix Final ( Parigi), 3000 m piani - 8'34"00
- 4º in Coppa del mondo ( Madrid), 3000 m piani - 7'56"31